# Photograph (singel Nickelback)
Photograph – ballada rockowa kanadyjskiej grupy Nickelback, którą wydano jako pierwszy singel z ich piątego albumu studyjnego, All the Right Reasons, wydanego w 2005 roku. Utwór został zamieszczony na trzeciej pozycji na krążku, będąc najdłuższym utworem na płycie. Tekst do utworu napisał wokalista grupy Chad Kroeger, kompozytorami muzyki są wszyscy członkowie zespołu. Pierwsze wydanie singla nastąpiło 8 sierpnia w Stanach Zjednoczonych, następnie singel został wydany w Japonii, Wielkiej Brytanii oraz Europie. Akustyczna wersja utworu nagrana dla Rolling Stone, znalazła się na stronie B singla „Far Away”. 23 czerwca 2008 roku, w Wielkiej Brytanii ukazała się reedycja singla.

## Znaczenie tekstu
Słowa piosenki opisują okres dojrzewania frontmana grupy, Chada Kroegera, który odpowiedzialny był za napisanie utworu. Po latach, wokalista opisuje w swej piosence między innymi swe młodzieńcze problemy z prawem, oraz wspomina miejsca gdzie chodził do szkoły itp., oraz wyznaje że bardzo często tęskni za swymi rodzinnymi stronami, przyjaciółmi.
Początkowo grupa nagrała i zamierzała umieścić na płycie całkowicie akustyczną wersję utworu, jednak za namową wytwórni, w refrenach utworu zostały dograne mocniejsze partie gitary elektrycznej. Brzmienie utworu utrzymane jest w stylistyce rocka alternatywnego połączonego z country rockiem.

## Sukces
„Photograph” jest trzecim singlem grupy który zajął miejsce w pierwszej dziesiątce listy notowań w Stanach Zjednoczonych, dotarł na 2 miejsce rankingu Billboard Hot 100. Zanotowano ponad 1,8 miliona pobrań poprzez digital download, gdzie utwór był dostępny za darmo. Singel zajął pierwsze miejsce w notowaniu Billboard Mainstream Rock Tracks, jak i w Pop 100. Piosenka odniosła również ogromny sukces na kanadyjskich listach, utrzymywała się na pierwszej pozycji przez ponad 7 tygodni. Na stronie B singla grupa zamieściła także cover utworu „We Will Rock You” z repertuaru grupy Queen. W roku 2007 „Photograph” znalazł się na piątym miejscu w rankingu na najbardziej denerwującą piosenkę wszech czasów w wyniku ankiety przeprowadzonej przez magazyn „Rolling Stone” . Singel z utworem „Photograph”, podobnie jak „How You Remind Me” został nagrodzony statusem podwójnej platyny przyznanej grupie przez RIAA. Singel z utworem sprzedał się w ilości dwóch milionów egzemplarzy.

## Utwór na koncertach
Utwór „Photograph” zadebiutował na koncertach w 2005 roku, jeszcze podczas trasy poprzedzającej wydanie płyty. Także w tym samym roku zespół zagrał krótki akustyczny koncert podczas sesji, gdzie utwór został wykonany w akustycznej wersji, czyli takiej jak początkowo zakładano umieszczenie na płycie. Podczas trasy „All the Right Reasons Tour” utwór był regularnie grany na każdym koncercie. W 2007 roku, gitarzysta grupy Staind, Aaron Lewis na swoich koncertach wykonywał cover tego utworu. Utwór trafił na drugie koncertowe DVD zespołu „Live from Sturgis 2006” wydanym 2 grudnia 2008 roku. Także podczas trasy „Dark Horse Tour”, utwór jest regularnie grany na koncertach. Bardzo często bywa grany także w wersjach akustycznych.

## Teledysk
Teledysk do utworu kręcony był w lipcu 2005 roku w rodzinnym mieście muzyków, Hanna (Alberta), oraz w okolicach gdzie muzycy dorastali. Na początku teledysku widoczny jest wokalista grupy Chad Kroeger, który trzymając w ręku gitarę akustyczną, spaceruje po rodzinnej miejscowości. Następnie grupa udaje się do swej dawnej szkoły, gdzie na sali gimnastycznej wykonuje piosenkę. W następnych ujęciach teledysku, są ukazane kolejne miejsca rodzinnej miejscowości. Premiera teledysku odbyła się w sierpniu, reżyserem teledysku jest Nigel Dick.

## Twórcy
Nickelback
- Chad Kroeger – śpiew, gitara rytmiczna, produkcja
- Ryan Peake – gitara prowadząca, wokal wspierający
- Mike Kroeger – gitara basowa
- Daniel Adair – perkusja, wokal wspierający

Produkcja
- Nagrywany: luty – wrzesień 2005 roku w studiu „Mountain View Studios” w Abbotsford (Kolumbia Brytyjska)
- Producent muzyczny: Chad Kroeger, Joe Moi
- Realizator nagrań: Chad Kroeger, Joe Moi
- Mastering: Ted Jensen w „Sterling Sound”
- Miks: Mike Shipley w „Shabby Road Studio City”
- Asystent inżyniera dźwięku: Brian Wohlgemuth
- Obróbka cyfrowa: Joe Moi, Ryan Andersen
- Koordynator prac albumu: Kevin Zaruk

Pozostali
- Manager: Bryan Coleman
- Aranżacja: Chad Kroeger, Ryan Peake, Mike Kroeger, Daniel Adair
- Tekst piosenki: Chad Kroeger
- Zdjęcia: Richard Beland
- Zdjęcia w studio: Kevin Estrada
- Wytwórnia: Roadrunner Records
- Pomysł okładki: Nickelback

## Lista utworów na singlu
Single CD:
| Nr |  | Tytuł                              | Tekst        | Muzyka     | Długość |
| -- |  | ---------------------------------- | ------------ | ---------- | ------- |
| 1. |  | „Photograph” (Album Version)       | Chad Kroeger | Nickelback | 4:21    |
| 2. |  | „Photograph” (Radio Edit)          | Chad Kroeger | Nickelback | 3:55    |
| 3. |  | „We Will Rock You” (Album Version) | Brian May    | Brian May  | 1:57    |
| 4. |  | „Photograph” (Video)               |              |            | 4:25    |
|    |  |                                    |              |            |         |

2008 CD single (Wielka Brytania reedycja)
| Nr. |  | Tytuł                    | Tekst        | Muzyka     | Długość |
| --- |  | ------------------------ | ------------ | ---------- | ------- |
| 1.  |  | „Photograph” (Radio Mix) | Chad Kroeger | Nickelback | 3:49    |
| 2.  |  | „We Will Rock You”       | Chad Kroeger | Nickelback | 1:57    |
|     |  |                          |              |            |         |

## Notowania
| Ranking (2005)                                          | Najwyższa pozycja |
| ------------------------------------------------------- | ----------------- |
| Canadian Airplay Chart                                  | 1                 |
| U.S. Billboard Hot 100                                  | 2                 |
| U.S. Billboard Pop 100                                  | 1                 |
| U.S. Billboard Hot Adult Contemporary Tracks            | 16                |
| U.S. Billboard Hot Modern Rock Tracks                   | 3                 |
| U.S. Billboard Mainstream Rock Tracks                   | 1                 |
| ARC Weekly Top 40                                       | 2                 |
| Australian Recording Industry Association Singles Chart | 3                 |
| New Zealand RIAN Singles Chart                          | 4                 |
| Dutch Top 40                                            | 4                 |
| Austrian Singles Chart                                  | 10                |
| Swedish Singles Chart                                   | 40                |
| Swiss Singles Chart                                     | 27                |
| Lithuanian Singles Chart                                | 11                |
| United World Chart                                      | 6                 |

| Ranking (2008)   | Najwyższa pozycja |
| ---------------- | ----------------- |
| UK Singles Chart | 18                |
| UK Rock Chart    | 1                 |

## Covery
- Aaron Lewis

## Wydania singla
| Kontynent/Państwo | Wydawca                  | Data wydania               | Wersja    |
| ----------------- | ------------------------ | -------------------------- | --------- |
| Stany Zjednoczone | EMI                      | 8 sierpnia 2005            | Single CD |
| Irlandia          | Roadrunner               | 12 września 2005           | Single CD |
| Australia         | EMI                      | 13 września 2005           | Single CD |
| Japonia           | Roadrunner International | 22 września 2005           | Single CD |
| Niemcy            | Roadrunner               | 26 września 2005           | Single CD |
| Europa            | Roadrunner               | 27 września 2005           | Single CD |
| Wielka Brytania   | Roadrunner               | 23 czerwca 2008 (Reedycja) | Single CD |